# 土屋慶汰
土屋 慶汰（つちや けいた、1991年4月12日 - ）は、日本の実業家である。有限会社山喜の取締役。SYSテニスクラブの代表。
千葉県松戸市出身。

## 人物・略歴
武田家遺臣系の代々江戸幕府旗本である土屋馬之丞の子孫で1991年に有限会社山喜の土屋和久の長男として生まれる。
2019年にSYSテニスクラブの代表に就任する。
- 1991年 - 千葉県松戸市で生まれる。
- 2006年 - 松戸市立新松戸北中学校卒業。
- 2009年 - 中央学院高等学校卒業。
- 2015年 - 有限会社山喜 取締役就任。
- 2019年 - 有限会社ティー・エイチ・ケイ代表取締役就任。
- 2019年 - SYSテニスクラブ 代表就任（テニス関連事業・プロテニス選手のマネジメント）スポーツ事業スタート[1]
- 2024年 - 松戸市博物館で土屋馬之丞を扱った 企画展『大谷口の村』開催[2]

## その他
- テニス日本リーグに部長として参戦している。
- 2024年に松戸市博物館の企画展示室において、１０代目大熊伊兵衛と先祖である旗本土屋馬之丞を紹介する『古文書からさぐる大谷口の村』展を開催。